# Dvacátý druhý dodatek Ústavy Spojených států amerických

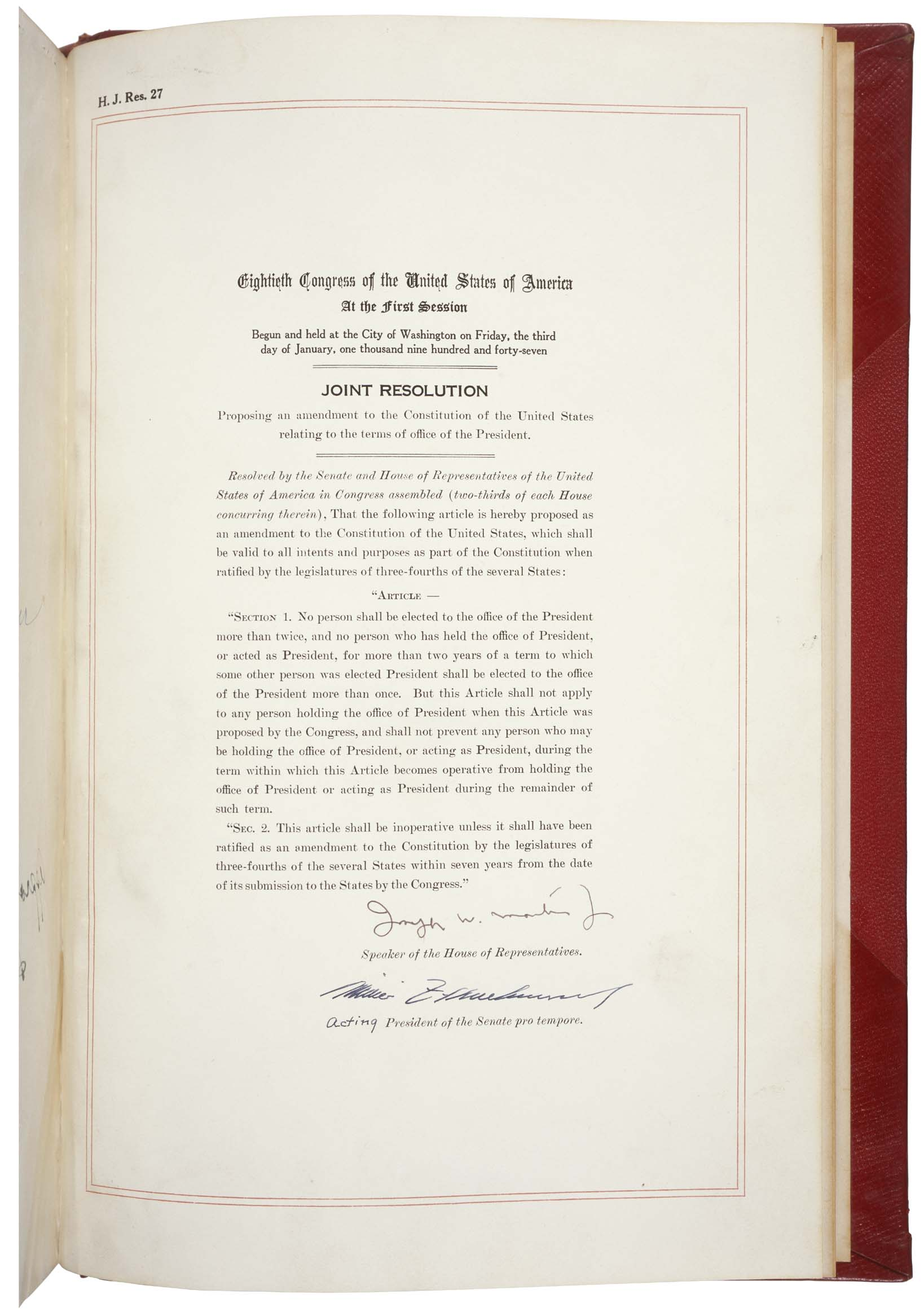
22. dodatek ústavy USA

Dvacátý druhý dodatek Ústavy Spojených států amerických omezil výkon úřadu prezidenta na dvě funkční období. Kongres předložil dodatek 21. března 1947 a 27. února 1951 byl ratifikován dostatečným počtem států. Tradici dvou funkčních období zavedl již první prezident George Washington a až na výjimky se jí všichni jeho následovníci drželi. Neúspěšně se o kandidaturu na třetí funkční období před přijetím tohoto dodatku pokusili Ulysses S. Grant a Theodore Roosevelt. Jediným prezidentem, který byl do svého úřadu zvolen více než dvakrát (celkem čtyřikrát) se stal Franklin Delano Roosevelt.